# 果籽
《果籽》是蘋果日報的副刊，於2015年3月5日蘋果日報副刊改革後新增。2016年6月6日，《蘋果日報》印刷版縮減每日出版的版面，C疊娛樂名人與E疊果籽合併。2021年6月24日，由於香港特區政府以《中華人民共和國香港特別行政區維護國家安全法》拘捕多名高層並凍結《蘋果日報》資金流，導致其資金斷鏈被迫停刊，果籽亦一同停止更新。
果籽內容主要為專題類，網站上分類為旅遊、品味、飲食、專題、科技、名采、汽車、運程以及親子。
果籽除把內容出版於蘋果日報網站以外，亦設Youtube頻道。2021年隨蘋果日報停止營運，Youtube頻道一度消失，但影片沒有被下架。後來於2023年頻道重新出現。

## 外部連結
- 香港蘋果日報官方網站（页面存档备份，存于）
- 果靈聞庫 （页面存档备份，存于）（有隱去報導中之記者署名）
- 蘋果日報 圖文拷貝版 (20020101~20210622) （页面存档备份，存于） （IPFS CID Qmdig4NtBTbUiw9KRri83Warmrp4f5PFFFZMoQUwqXuNbZ）
- 蘋果日報 HK Apple Daily - YouTube (From 2012 to 2021) BT Torrent （页面存档备份，存于） （3,715 videos | 307.67 GB）
- 果籽Youtube頻道